# Robert Rutkowski
Robert Rutkowski (ur. 22 lutego 1978 w Łodzi) – polski poeta.
Absolwent filologii polskiej Uniwersytetu Łódzkiego. W latach 2015-2020 zastępca redaktora naczelnego Kwartalnika Artystyczno-Literackiego „Arterie”. Od końca 2024 r. w redakcji miesięcznika „Tygiel Kultury”. Poezję i prozę publikował m.in. w „Akcencie”, „Czasie Kultury”, „Frazie”, „Kresach”, „Odrze”, „Przekroju”, „Toposie”, „Twórczości” i „Tyglu Kultury”. Tłumaczony na angielski, bułgarski, niemiecki, rosyjski i serbski. Laureat i juror ogólnopolskich konkursów poetyckich. Mieszka w Łodzi.

## Nagrody
- Nagroda Rektora Uniwersytetu Opolskiego w IV edycji OKP „O Gałązkę Oliwną” (2005)
- Wyróżnienie w Ogólnopolskim Konkursie Translatorskim Współczesnej Poezji Walijskiej (2006)[5]
- I miejsce w VII OKP im. St. Czernika w Ostrzeszowie (2007)[6]
- III miejsce w VII Edycji OKP im. C.K. Norwida (2009)[7]
- Nagroda specjalna w V edycji OKP im. Wojciecha Bąka („Struna Orficka”) w 2010 r.
- III miejsce w IV edycji konkursu poetyckiego im. Jerzego Kozarzewskiego („Orzech”) w 2010 r.
- Wyróżnienie w Turnieju Jednego Wiersza o Srebrną Monetę K.I. Gałczyńskiego (2011)[8]
- I miejsce w VII edycji OKP „Czarno na białym” (2011)[9]
- I miejsce w XXIX Turnieju Jednego Wiersza pod hasłem „Kobieta” (2012)[10]

## Twórczość
- Niezobowiązujący spacer po cmentarzu (Łódź 2002)
- Łowienie spod lodu (Rzeszów 2008)
- Wyjście w ciemno (Łódź 2009)